# Альфа-курс

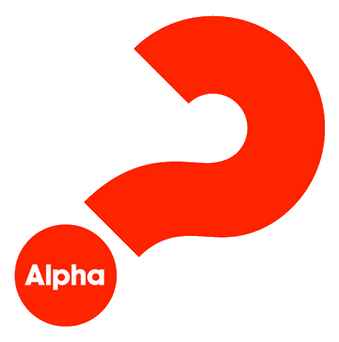
Логотип Альфа-курса

Альфа-курс — программа практического знакомства с христианством. Курс был разработан еще в конце 1970-х годов викарием Лондонской церкви Святой Троицы, представляя собой изложение основ христианского вероучения в непринужденной обстановке для тех, кто интересуется христианством. Когда в 1990 бывший адвокат Никки Гамбл (en:Nicky Gumbel) возглавил этот курс, Альфа уже была центром церковной жизни. На середине второго цикла Альфа-курса Никки осознал то, как можно просто обращаться к невоцерковленным людям через этот курс. После чего он его трансформировал под эту целевую группу.
В 1990-е годы Альфа-курс распространился по Великобритании и всему миру. Сейчас[когда?] в мире насчитывается 55000 курсов в 169 странах. Курс проводится на базе церквей, в домах (квартирах), на рабочих местах, в тюрьмах, университетах, школах и множестве других мест. Он распространён по всему миру и используется большинством христианских деноминаций. В России Альфа-курс появился в 2003 году

## Структура
Программа Альфа-курса состоит из 14 тем и выезда на «уик-энд со Святым Духом», на котором рассматриваются три или четыре из них, в зависимости от формата. В случае двухдневного уик-энда на нём рассматриваются 6-8 и 14 темы. При однодневном выезде четырнадцатая тема изучается в конце курса. Также существует вводная тема «Христианство: скучно, ложно, не важно»
Рассматриваются следующие темы:
1. Кто такой Иисус?
2. Зачем Иисус умер?
3. Как я могу быть уверен в своей вере?
4. Зачем и как мне следует читать Библию?
5. Зачем и как мне молиться?
6. Кто такой Святой Дух?
7. Что делает Святой Дух?
8. Как я могу быть наполнен Святым Духом?
9. Как я могу противостоять злу?
10. Как Бог направляет нас?
11. Зачем и как нужно говорить другим о своей вере?
12. Исцеляет ли Бог сегодня?
13. Что такое Церковь?
14. Как я могу провести свою жизнь наилучшим образом?

### Темпы роста
Всемирный рост Альфа-курса: 1992 по 2013 год:
| Год  | Количество курсов | Количество человек      |
| ---- | ----------------- | ----------------------- |
| 1992 | 5                 | &&&&&&&&&&&&&&00.&&&&-0 |
| 1993 | 200               | 4600                    |
| 1994 | 750               | 25 000                  |
| 1995 | 2500              | 105 000                 |
| 1996 | 5000              | 360 000                 |
| 1997 | 6500              | 766 000                 |
| 1998 | 10 500            | 1 300 000               |
| 1999 | 14 200            | 2 000 000               |
| 2000 | 17 000            | 2 800 000               |
| 2001 | 19 800            | 3 800 000               |
| 2002 | 24 400            | 4 700 000               |
| 2003 | 27 340            | 5 700 000               |
| 2004 | 29 051            | 6 800 000               |
| 2005 | 31 167            | 8 000 000               |
| 2006 | 32 592            | 9 000 000               |
| 2007 | 34 000            | 10 000 000              |
| 2008 | 35 385            | 12 300 000              |
| 2009 | 42 530            | 14 000 000              |
| 2010 | 46 053            | 15 000 000              |
| 2013 | 66 000            | 22 500 000              |
| 2014 | 87 000            | 24 000 000              |

## Брендинг
В 2013 году Альфа получила новый брендинг от всемирно известного агентства Wolff Olins. Фактически над ним работало не само агентство, а люди, в нём работающие, включая управляющего директора компании в Лондоне.

## Критика
Ряд священнослужителей Русской православной церкви, в том числе протоиерей Олег Стеняев, выступают с критикой Альфа-курса, объясняя это тем, что курс уводит людей от Православной Церкви и противоречит отдельным канонам православия (отрицание значимости учения о святых и пресвятой Богородице). На курсе игумена Евмения использовались формулировки, оскорбляющие Церковь. Они указывают на харизматические корни Альфа-курса и на его неприемлемость для православного миссионерства.
Книга Никки Гамбла «Сложные Вопросы», рекомендованная в качестве дополнительной литературы, также была подвергнута критике. В ней есть глава, содержащая критику гомосексуализма, что свойственно не только Альфа-курсу, но и в целом Евангельским церквям.